# Catriona Seth
Pour les articles homonymes, voir Seth (homonymie).
Catriona Seth (née le 30 août 1964 à Worsthorne (en) dans le Lancashire en Angleterre) est une universitaire britannique, professeure de littérature française, spécialiste du siècle des Lumières, en particulier de l’histoire des idées et de la littérature. Elle est professeure de littérature française du XVIIIe siècle à l’université de Lorraine anciennement université de Nancy 2. En 2015, elle est nommée à la Chaire Maréchal Foch (Marshal Foch Professor) à l'université d'Oxford et fellow d'All Souls College.

## Biographie
Après des études à l'université d'Oxford (Magdalen College) et à la Sorbonne, Catriona Seth exerce pendant quelques années dans le secteur privé comme traductrice-interprète, puis comme consultante. En 1995, elle soutient sa thèse et est reçue à l'agrégation de lettres modernes. Après quelques années d'enseignement dans le secteur secondaire, elle devient maîtresse de conférences à l'université de Rouen (2000), puis professeure des universités à l'université de Nancy II (2006). Elle est professeure invitée à l'Indiana University (Bloomington) pour le semestre de printemps 2010 et professeure associée au département d'Histoire de l'université Laval (Québec) à partir de 2011. En 2013-2014, elle est World leading researcher à la Queen's University (Belfast).
Elle a été commissaire d'exposition, avec Élisabeth Maisonnier, pour Marie-Antoinette : femme réelle, femme mythique à la Bibliothèque municipale de Versailles, a fait partie du comité scientifique pour Les Enfants du secret au Musée Flaubert et d'histoire de la médecine (Rouen). Elle a collaboré aux catalogues Goya du Palais des Beaux-Arts de Lille, Sciences et curiosités à la cour de Versailles du château de Versailles et Parties de campagne du Musée de la toile de Jouy.
Elle est directrice de collection pour les Classiques Garnier et a dirigé la série, diffusée par Le Monde, des Grands classiques de la littérature libertine.
Catriona Seth est membre du comité de rédaction de La Nouvelle Quinzaine littéraire, puis d'En Attendant Nadeau.
Depuis 2014, elle est membre du Conseil franco-britannique (section française).

## Publications (sélection)
Livres
- Les Poètes créoles du XVIIIe siècle, Paris-Rome, Memini, Bibliographie des écrivains français, 1998, 318 p.
- Anthologie de la poésie française, Paris, Gallimard, Bibliothèque de la Pléiade, 2000 (section sur le XVIIIe siècle).
- André Chénier : le miracle du siècle, Paris, Presses de l’Université de Paris-Sorbonne, coll. « Mémoire de la critique », 2005, 350 p.
- Marie-Antoinette : anthologie et dictionnaire, Paris, Robert Laffont, coll. « Bouquins », 2006, 960 p.
- Les rois aussi en mouraient : les Lumières en lutte contre la petite vérole, Paris, Desjonquères, coll. « L’Esprit des lettres », 2008, 480 p.
- La Fabrique de l'intime : Journaux et mémoires de femmes du XVIIIe siècle, Paris, Robert Laffont, coll. « Bouquins », 2013, 1216 p.
- Evariste Parny (1753-1814). Créole, révolutionnaire, académicien, Paris, Hermann, « La République des Lettres », 2014, 334 p.

Éditions d’ouvrages collectifs
- Voltaire en Europe : hommage à Christiane Mervaud, avec Michel Delon, Oxford, Voltaire Foundation, 2000, xxii + 384 p.
- Sade en toutes lettres : autour d’Aline et Valcour, éd. avec Michel Delon, Paris, Desjonquères, 2004, 248 p.
- Destins romanesques de l'émigration, sous la direction de Claire Jaquier, Florence Lotterie et Catriona Seth, Paris, Desjonquères, 2007, 315 p.
- Les Discours du corps au XVIIIe siècle : littérature – philosophie – histoire – science, sous la direction d’Hélène Cussac, Anne Deneys-Tunney et Catriona Seth, Québec, Presses universitaires de Laval, 2009, 360 p.
- Imaginaires gothiques : aux sources du roman noir français, Paris, Desjonquères, 2010, 264 p.
- Autour de Bernardin de Saint-Pierre. Les écrits et les hommes des Lumières à l'Empire, sous la direction de Catriona Seth et Éric Wauters, Rouen, PURH, 2010, 228 p.
- Le Tournant des Lumières. Mélanges en l’honneur du professeur Malcolm Cook, Katherine Astbury et Catriona Seth (dir.), Paris, Classiques Garnier, « Rencontres », 2012, 306 p.
- Marie Leprince de Beaumont. De l’éducation des filles à « La Belle et la Bête », éd. Jeanne Chiron et Catriona Seth, Paris, Classiques Garnier,« Rencontres », 2013, 384 p.
- Le Temps des femmes. Textes mémoriels des Lumières, éd. Anne Coudreuse et Catriona Seth, Paris, Classiques Garnier, « Rencontres », 2014, 303 p.
- Lettres à Sade, réunies et présentées par Catriona Seth (textes de Jean Allouch, Antoni Casas Ros, René de Ceccatty, Noëlle Châtelet, Anne Coudreuse, Catherine Cusset, Sébastien Doubinsky, Alain Fleischer, Nathalie Heinich, Pierre Jourde, Leslie Kaplan, Hadrien Laroche, Hervé Loichemol, François Ost, Christian Prigent, François Priser, Lydia Vazquez), Paris, Thierry Marchaisse, 2014, 152 p.
- L'Idée de l'Europe au siècle des Lumières, éd. Rotraud von Kulessa et Catriona Seth, Cambridge, Open Books, 2017, 174 p[2].

Éditions de textes du XVIIIe siècle
- Les Œuvres complètes de Voltaire, vol. 1B, Oxford, Voltaire Foundation, 2002 (édition de poèmes de jeunesse de Voltaire ; au total deux cents pages de textes, présentations et notes : Ode sur sainte Geneviève (p. 1-19) ; Contes en vers : Le cadenas ; Le cocuage ; Le Janséniste et le Moliniste (p. 131-178) ; Autour de l’Ode sur le vœu de Louis XIII : Ode présentée à l’Académie française pour la distribution des prix de l’année 1714 ; Lettre à M. D*** ; Le bourbier ou Le Parnasse. (p. 179-244) ; Poésies mêlées : Épître à M. l’abbé Servien ; À M. l’abbé de *** qui pleurait la mort de sa maîtresse ; Le vrai Dieu. Ode ; Sur les malheurs du temps. Ode : La chambre de justice ; Pour Mme de Nointel ; La Bastille (p. 302-61) ; Regnante puero et Projet de vers latins (505-9)).
- Parny, Le Paradis perdu, co-éd. avec Ritchie Robertson, Londres, Modern Humanities Research Association, 2009.
- Sade, La Philosophie dans le boudoir, Paris, Classiques Garnier/Le Monde, 2010.
- Louis-Charles Fougeret de Monbron, Margot la ravaudeuse, Le Canapé couleur de feu et [anonyme], La Belle sans chemise ou Eve ressuscitée, Paris, Classiques Garnier/Le Monde, 2010.
- E.T.A. Hoffmann, Sœur Monika, Paris, Classiques Garnier/Le Monde, 2010.
- John Cleland, Fanny Hill, Paris, Classiques Garnier/Le Monde, 2010.
- Pierre-Ambroise Choderlos de Laclos, Les Liaisons dangereuses, Paris, Gallimard, Bibliothèque de la Pléiade, 2011, 1040 p., 87 ill.
- Jeanne-Françoise Polier de Bottens, Mémoires d'une famille émigrée, Genève, Slatkine, « Travaux sur la Suisse des Lumières », 2014.
- Germaine de Staël, Œuvres, avec Valérie Cossy, Paris, Gallimard, Bibliothèque de la Pléiade, 2017, 1728 p.

Ouvrage pédagogique
- André Chénier : imitations et préludes poétiques. Art d’aimer et Élégies, avec Agnès Steuckardt, Neuilly, Atlande, 2005, 224 p.